# Cricotopus incisus
Cricotopus incisus är en tvåvingeart som beskrevs av Oskar Augustus Johannsen 1932. Cricotopus incisus ingår i släktet Cricotopus och familjen fjädermyggor. Inga underarter finns listade i Catalogue of Life.